# Estádio Soares de Azevedo
Estádio Soares de Azevedo – stadion piłkarski, w Muriaé, Minas Gerais, Brazylia, na którym swoje mecze rozgrywa klub Nacional Atlético Clube de Muriaé.